# Bethanien-Nama

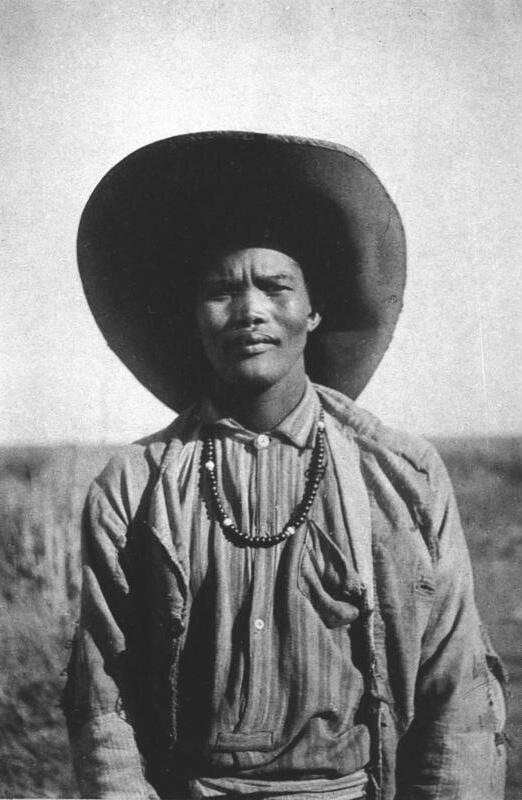
Junger Mann vom Stamm der Bethanier (1897)

Die Bethanien-Nama, eigentlich ǃAmanKlicklaut gehören den Nama an, sie bilden eine Orlam-Gesellschaft im Südwesten Afrikas, dem heutigen Namibia. Traditioneller Führer ist seit 2020 Johannes Frederick.
Die Orlam hatten sich im 18. Jahrhundert gebildet und waren in Pella und Clanwilliam in Südafrika beheimatet. Ab 1815 zogen sie in mehreren Zügen, der besseren Weide- und Jagdgründe wegen, nach Norden über den Oranje und ließen sich dort nahe der Missionsstation Bethanien nieder.